# Gutian, Liancheng
Gutian är en köping i sydöstra Kina. Den ligger i Liancheng härad i staden Longyan i provinsen Fujian, omkring 240 kilometer väster om provinshuvudstaden Fuzhou. Antalet invånare är 14 897. Befolkningen består av 7 176 kvinnor och 7 721 män. Barn under 15 år utgör 15,0 %, vuxna 15-64 år 73 %, och äldre över 65 år 11,0 %.